# Immeuble Les Chardons
L'immeuble Les Chardons est un immeuble de rapport situé à Paris.

## Localisation
L'immeuble est situé dans le 16e arrondissement de Paris, aux 9 rue Claude-Chahu et 2 rue Eugène-Manuel.

## Description
L'immeuble est un édifice en béton armé et utilise en particulier le système Hennebique de l'ingénieur François Hennebique.
La façade est de style art nouveau, entièrement recouverte de grès flammé en céramique jaune d'ocre et vert amande.

## Histoire
L'immeuble est construit en 1900 par l'architecte William Klein sur un terrain qu'il possède ; la façade est réalisée en 1903 par son fils, l'architecte Charles Klein, ; la céramique de la façade est réalisée par l'entreprise d'Émile Muller ; les ferronneries sont l'œuvre de l'atelier du ferronnier d'art Dondelinger.
La façade art nouveau est primée au concours de façades de la ville de Paris en 1903.

Divers ornements de façade en céramique
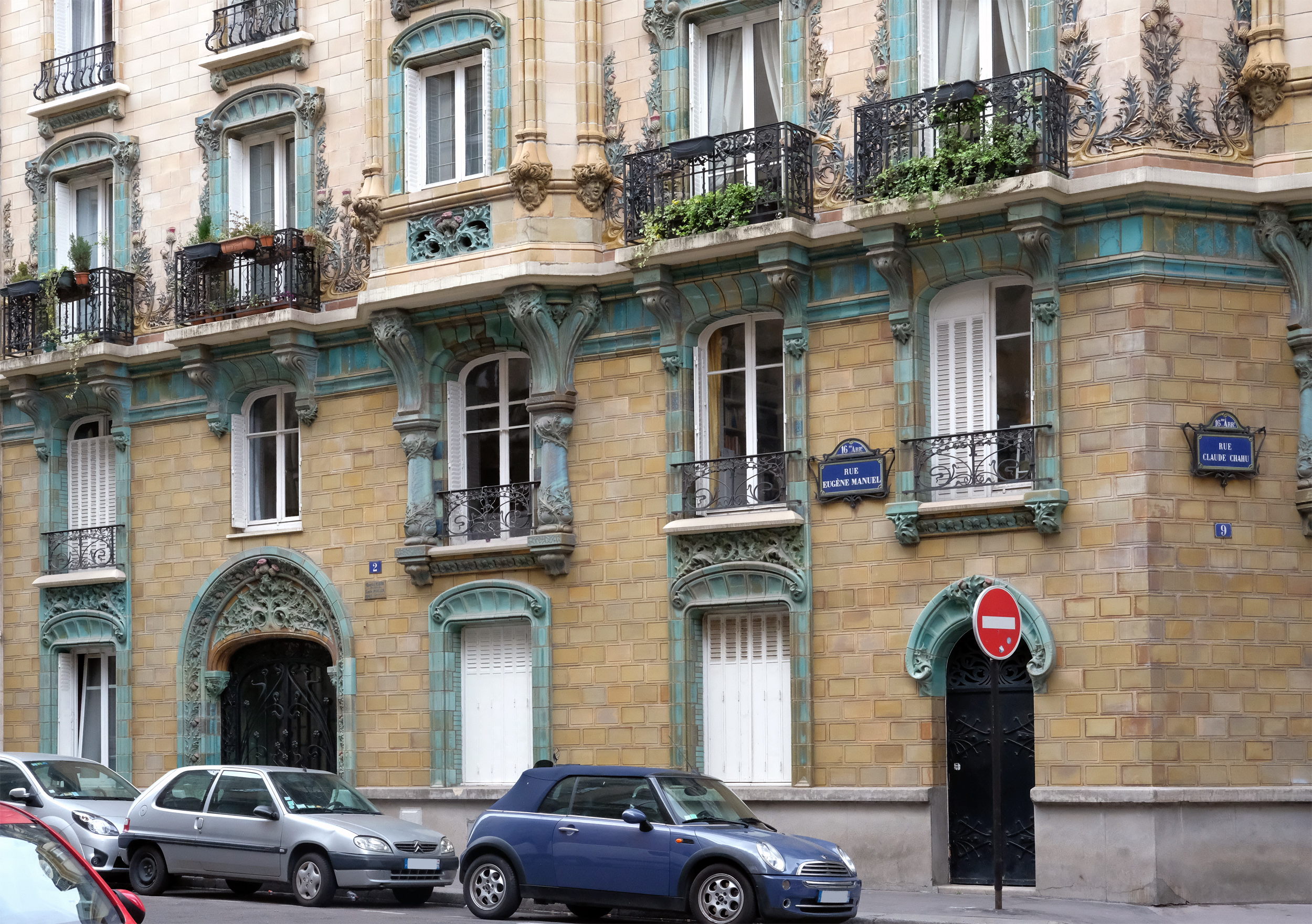
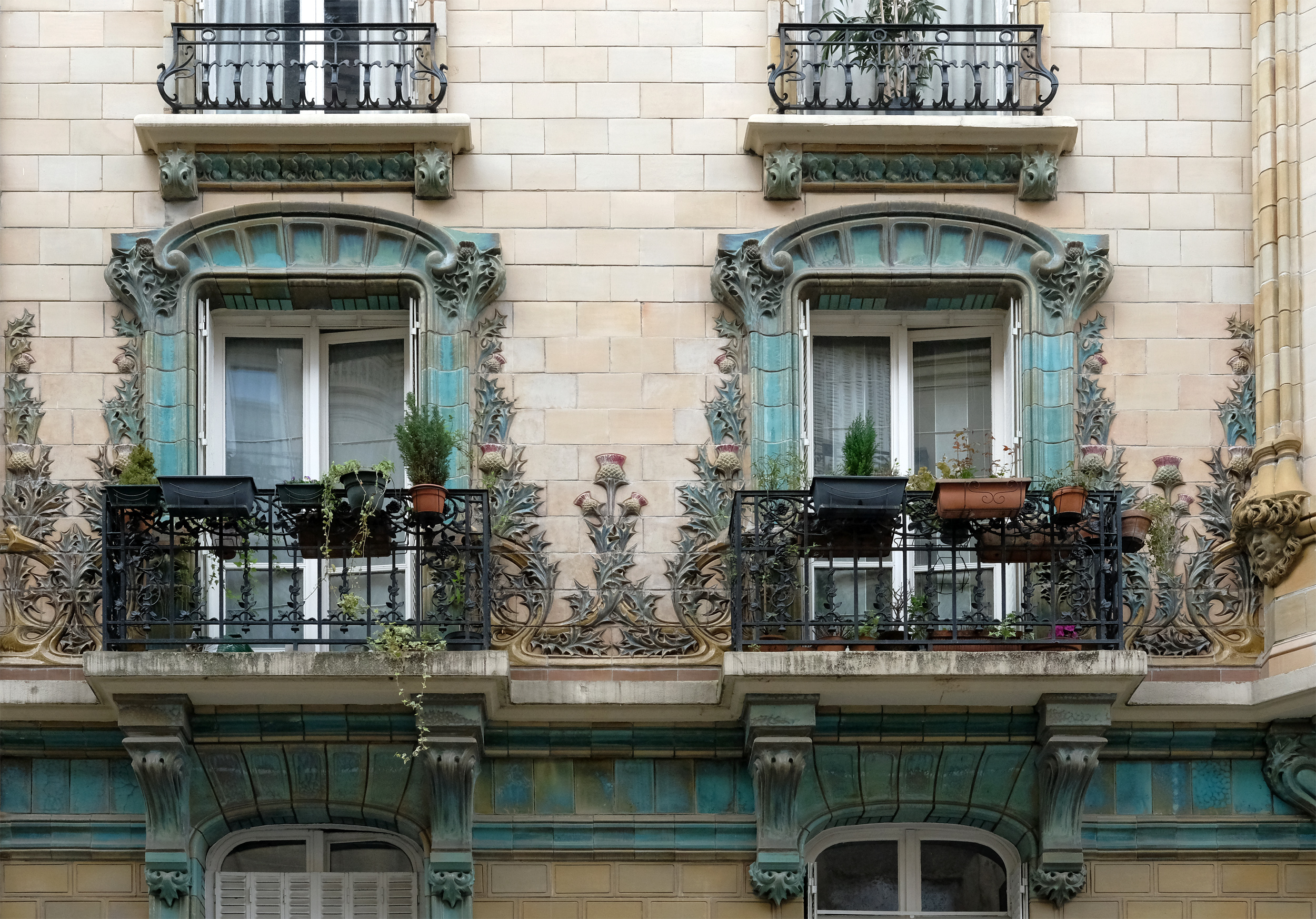
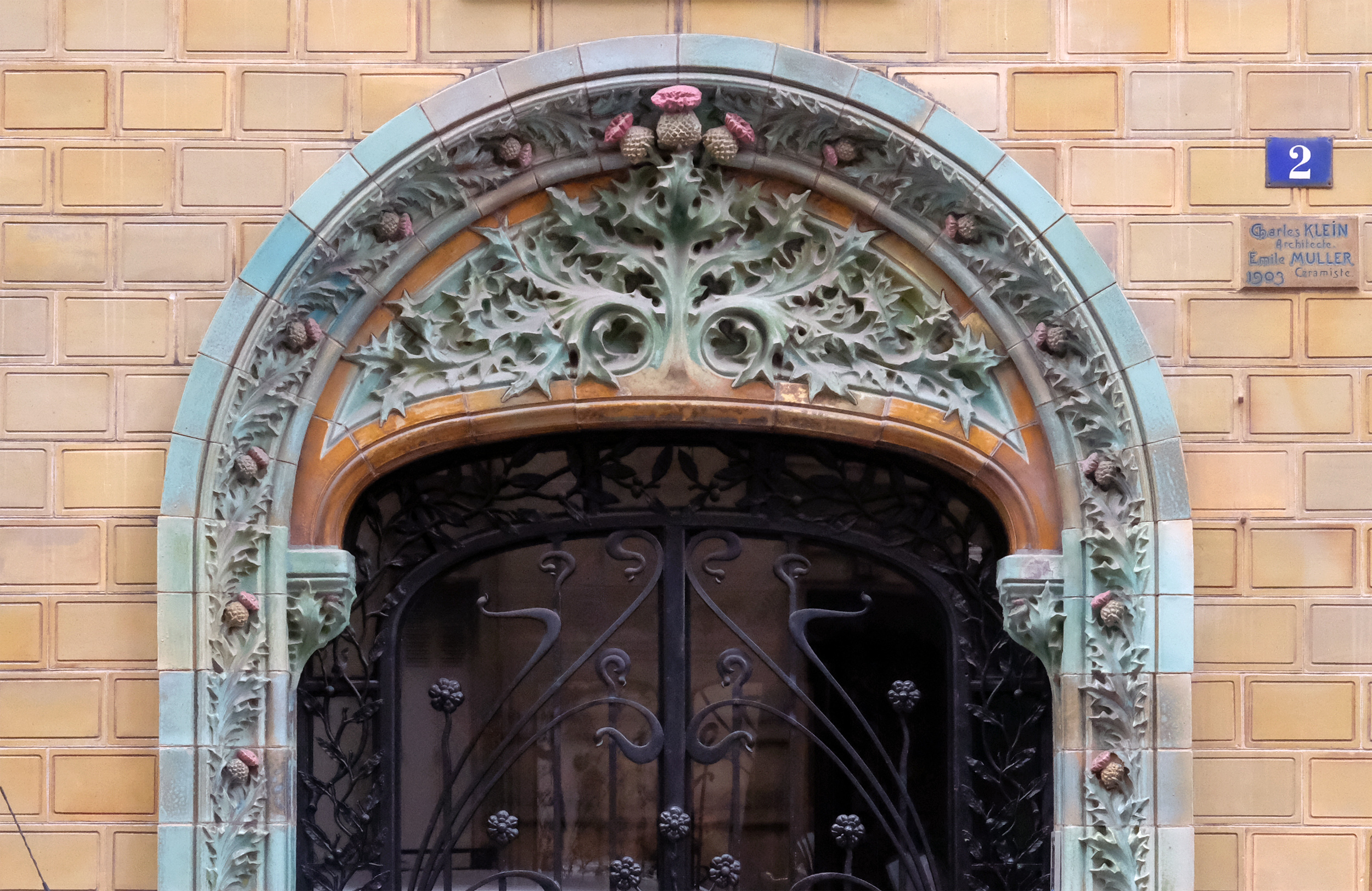

La façade sur la rue, les toitures, ainsi que le vestibule d'entrée et la cage d'escalier avec sa rampe en fer forgé sont inscrits au titre des monuments historiques par arrêté du 22 avril 1986.

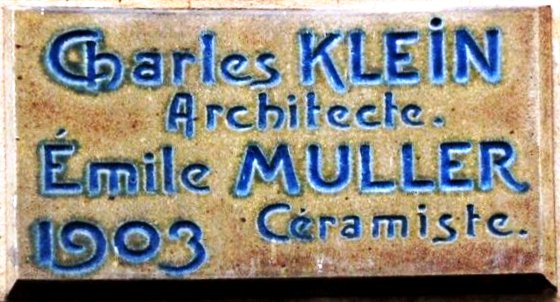
Signatures de l'architecte et du céramiste sur la façade.

## Au cinéma
Certaines scènes de L'Appartement (1996) de Gilles Mimouni ont été tournées devant et à l'intérieur de l'immeuble.
Il en a été de même en 2009 pour le film Chéri de Stephen Frears.